# ساتوشی کن
ساتوشی کُن (به ژاپنی: 今 敏 Kon Satoshi) (زاده ۱۲ اکتبر ۱۹۶۳ – درگذشته ۲۴ اوت ۲۰۱۰) کارگردان، انیماتور، فیلم‌نامه‌نویس و هنرمند مانگای ژاپنی اهل ساپورو، هوکایدو و عضو انجمن سازندگان انیمیشن ژاپن (JAniCA) بود. از وی به عنوان کارگردان نابغه دنیای انیمیشن یاد می‌شود. تمام فیلم‌هایی که کن در دوران حیاتش کارگردانی کرده بود در استودیوی مدهاوس ساخته شده‌اند.

## زندگی‌نامه

### طراحی مانگا
ساتوشی کن در سال ۱۹۸۲ وارد رشته طراحی گرافیک در دانشگاه هنر موساشینو (Musashino) شد. در دوران کالج، کن اولین کار خود را به عنوان یک هنرمند مانگا با مانگای کوتاه Toriko (1984) انجام داد و در دهمین دوره جوایز سالانه Tetsuya Chiba که توسط مجله جوان Kodansha برگزار می‌شد، نایب قهرمان شد. پس از آن، او دستیار کاتسوهیرو اوتومو (کارگردان انیمه آکیرا) شد. پس از فارغ‌التحصیلی از کالج در سال ۱۹۸۷، کن مانگای تک جلدی Kaikisen (1990) را نوشت و بر روی فیلمنامه فیلم لایو اکشن اوتومو کار کرد.
در سال ۱۹۹۱، کن برای اولین بار به عنوان انیماتور و طراحی پس زمینه برای فیلم Roujin Z که توسط Otomo نوشته شده بود، کار کرد. او در سال ۱۹۹۲ انیمه خاطرات (فیلم کوتاه: گل رز مغناطیسی) را فیلمنامه‌نویسی و صفحه آرایی کرد که در سال ۱۹۹۵ منتشر شد. کن در سال ۱۹۹۳ یکی از پنج هنرمند طراح در فیلم Patlabor2:The Movie اثر مامورو اوشی (کارگردان انیمه شبح درون پوسته) بود.
او اولین تجربه کارگردانی خود را با ساختن قسمت ۵ ام از مجموعه سریالی ماجراجویی عجیب و غریب جوجو در سال ۱۹۹۳–۱۹۹۴ آغاز کرد و فیلمنامه و طراحی آن را انجام داد. سپس کن با مامورو اوشی روی مانگای Seraphim: Wings of 266,613,336 که توسط Oshii نوشته و توسط Kon کشیده شده بود کار کرد. این مانگا در سال ۱۹۹۴ در مجله ماهانه انیمیشن Animage پخش شد. با این حال با پیشرفت مجموعه، نظرات کن و اوشی تقسیم شد و سریال متوقف شد و ناتمام به پایان رسید.
پس از آن، به کار خود به عنوان یک هنرمند مانگا پایان داد و خود را وقف ساخت و کارگردانی انیمه کرد.

### کارگردانی
در سال ۱۹۹۷، کن شروع به کارگردانی بر روی اولین اثر سینمایی خود یعنی آبی تمام‌عیار (بر اساس رمان یوشیکازو تاکوچی به همین نام) کرد. از این انیمه به عنوان تاریک‌ترین انیمیشن تاریخ سینما یاد می‌شود. این اولین فیلم کن بود که توسط استودیوی مدهاوس تولید شد. تهیه‌کننده فیلم ماسائو مارویاما از او دعوت کرد زیرا او اپیزودی را که کن در ماجراجویی عجیب و غریب جوجو کارگردانی کرده بود، دوست داشت. Kon در ابتدا از فیلمنامه اولیه بر اساس نسخه اصلی ناراضی بود و درخواست کرد که تغییراتی در آن ایجاد کند. با اجازه نویسنده اصلی، یوشیکازو تاکوچی، کن می‌توانست تا هر تغییری را که می‌خواهد ایجاد کند ولی سه عنصر اصلی رمان («بُت»، «وحشت» و «استاکر») را حفظ کند. فیلمنامه توسط سادایوکی مورایی نوشته شد که در ایده مرزی مبهم بین دنیای واقعی و تخیل کار می‌کرد.
دومین انیمه سینمایی ساتوشی کن در سال ۲۰۰۱ ساخته شد و در سال ۲۰۰۲ اکران عمومی شد. بازیگر هزاره دربارهٔ بازیگری بازنشسته و پیر است که به‌طور مرموزی در اوج حرفه خود از دنیای بازیگری خداحافظی کرده‌است. این فیلم با داشتن بودجه ای مشابه با پرفکت بلو توانست موفقیت مالی بیشتری نسبت به آن کسب کند. فیلمنامه اثر توسط سادایوکی مورایی نوشته شد که از یک ارتباط منحصر بفرد میان خاطره و واقعیت حرف می‌زند.
سال ۲۰۰۳ سومین فیلم کن به نام پدرخوانده‌های توکیو ساخته و اکران شد. داستان فیلم دربارهٔ سه نفر از افراد بی خانمان در شهر توکیو است که در شب کریسمس نوزادی را پیدا می‌کنند و به دنبال خانواده اش می‌گردند. هزینه ساخت فیلم بیشتر از دو فیلم قبلی کن بود. محوریت داستان موضوع بی خانمان و رها شدن با ژانر کمدی-درام است. فیلمنامه آن توسط کیکو نوبوموتو نوشته شد.
در سال ۲۰۰۴، کن سریال تلویزیونی ۱۳ قسمتی عامل پارانویا را منتشر کرد، که در آن کن به موضوع آمیختگی تخیل و واقعیت، و همچنین کار در موضوعات اجتماعی بازنگری می‌کند. این سریال به خاطر مجموعه‌ای از ایده‌های استفاده نشده برای داستان‌هایی که کن احساس می‌کرد خوب بودند، اما در هیچ‌یک از فیلم‌های او قرار نگرفته بودند، ایجاد شد.
پاپریکا پس از چندین سال برنامه‌ریزی و همچنین تعویق افتادن پروژه، در سال ۲۰۰۶ ساخته شد. داستان بر شکل جدیدی از روان‌درمانی روایت می‌شود که در آن روانشناسان از تجزیه و تحلیل رؤیا برای درمان بیماران استفاده می‌کنند. فیلم با بودجه ای برابر با پدرخوانده‌های توکیو فروش بیشتری را نسبت به آن تجربه کرد و در گیشه موفق عملکرد کرد. فیلم‌نامه این فیلم توسط سِیشی میناکامی و ساتوشی کن بر اساس رمانی به همین نام (۱۹۹۳) از یاسوتاکا سوتسویی به رشته تحریر درآمده است. مانند کارهای قبلی کن فیلم به در هم تنیدگی رؤیا و واقعیت اشاره دارد.

### مرگ
در ماه مه ۲۰۱۰ تشخیص داده شد که ساتوشی کن مبتلا به سرطان لوزالمعده است. او تصمیم گرفت باقی عمر خود را در خانه بگذراند. کن در ۲۴ اوت ۲۰۱۰ در سن ۴۶ سالگی در گذشت. پس از مرگش، از وی در میان وداع‌های دوست داشتنی در سال ۲۰۱۰ در نشریه تایم نام برده شد.

## سبک‌شناسی
مضمون «آمیختگی رؤیا و واقعیت» کلیدواژه‌ای است که نماد آثار ساتوشی کن می‌باشد و او بارها و بارها در هر یک از آثارش با رویکردهای گوناگون رابطه «رؤیا و واقعیت» را به تصویر می‌کشد در آبی تمام‌عیار، بازیگر هزاره و پاپریکا، مرز بین رؤیا و واقعیت را به تدریج محو کرد و شخصیت‌ها به صورت رفت و برگشتی بین رؤیا و واقعیت به تصویر کشیده شدند. در نگاه اول، به نظر نمی‌رسد که پدرخوانده‌های توکیو با موتیف «رؤیا و واقعیت» سر و کار داشته باشد، اما ابزاری دارد که در آن «رؤیا» و «معجزه و تصادف» به‌طور متوالی وارد زندگی واقع‌گرایانه مردم می‌شود.
دین دبلوا در مورد او می‌گوید: «ساتوشی کن از رسانه ای که با دست طراحی شده بود برای کشف ننگ‌های اجتماعی و روان انسان‌ها استفاده کرد و پیچیدگی‌های ما را به روش‌هایی که ممکن بود در فیلم لایو اکشن شکست بخورد، نمایش داد. کن در استفاده از موضوعات بالغ یا حساسیت‌های لایو اکشن در آثارش ابایی نداشت، و فیلم‌های او همیشه به عنوان یک اثر جذاب بین انیمیشن‌ها و دنیایی که ما می‌شناسیم باقی خواهند ماند.»

## میراث
ساتوشی کن حتی پس از مرگش تأثیر زیادی بر بسیاری از کارگردانان تأثیرگذار در سراسر جهان داشته‌است. بسیاری از هنرمندان و منتقدان تحت تأثیر بیان بصری واقع گرایانه و تدوین‌های زنده او قرار گرفته‌اند. تأثیر کن بر فیلمسازان خارجی بیشتر از ژاپن بوده‌است. کارگردان‌هایی مطرحی همچون دارن آرونوفسکی و گیرمو دل تورو علاقه خود را به آثار کن ابراز کردند.
دارن آرنوفسکی، فیلمساز برجسته آمریکایی، یکی از کارگردانانی بود که به شدت تحت تأثیر کن، به ویژه پرفکت بلو قرار گرفت. در مصاحبه ای با Kon در سال ۲۰۰۱، به او گفت: که هر صحنه‌ای در مرثیه‌ای بر یک رؤیا که به نظر می‌رسد تحت تأثیر پرفکت بلو باشد، ادای احترامی است به ساتوشی کن، و او هنوز هم می‌خواهد یک نسخه لایو اکشن از پرفکت بلو بسازد. فیلم قوی سیاه در سال ۲۰۱۰ با الهام از آبی تمام‌عیار ساخته شد.
همچنین فیلم تلقین ساخته کریستوفر نولان در سال ۲۰۱۰ با الهام از انیمه پاپریکا ساخته شده‌است که شباهت‌های چشمگیری بین این دو اثر وجود دارد.
در سال ۲۰۲۱، مستندی از زندگی‌نامه ساتوشی کن به کارگردانی پاسکال-الکس وینسنت ساخته شد و در جشنواره فیلم کن ۲۰۲۱ به نمایش درآمد.

## فیلم‌شناسی

### نویسندگی
- خاطرات (اپیزودِ رز مغناطیسی) - ۱۹۹۵

### کارگردانی
- ماجراجویی عجیب و غریب جوجو (اپیزودِ ۵) - ۱۹۹۴
- پرفکت بلو - ۱۹۹۷
- بازیگر هزاره - ۲۰۰۱
- پدرخوانده‌های توکیو - ۲۰۰۳
- عامل پارانویا (سریال ۱۳ قسمتی) - ۲۰۰۴
- پاپریکا - ۲۰۰۶
- آنی*کوری۱۵ انیمه کوتاه (اپیزودِ صبح بخیر) - ۲۰۰۸
- ماشین رویا (ناتمام ماند) - ۲۰۱۰

### مستند
- Satoshi Kon: The Illusionist

(ساتوشی کن: رویاپرداز - ۲۰۲۱)